# Xanthoparmelia dierythra
Xanthoparmelia dierythra är en lavart som först beskrevs av Hale, och fick sitt nu gällande namn av Hale. Xanthoparmelia dierythra ingår i släktet Xanthoparmelia och familjen Parmeliaceae.   Inga underarter finns listade i Catalogue of Life.